# Франка
Франка е град в щата Сао Пауло, Бразилия. Населението му е 327 176 жители (2008 г.), а площта 607,333 кв. км. Намира се на 1040 м н.в. в часова зона UTC-3 на 416 км от столицата на щата едноименния град Сао Пауло. Основан е на 28 ноември 1805 г. В градът е развита обувната промишленост, чиито основи са поставили италиански емигранти през 20-те години на 20 век.

## Известни личности
Родени във Франка
- Вагнер Лопес (р. 1969), футболист
- Луиза Траяну (р. 1948), бизнес дама